# Hadres
Hadres là một thị trấn ở huyện Hollabrunn trong bang Niederösterreich, ở nước Áo. Đô thị này có diện tích 34,5 km², dân số năm 2001 là 1711 người.